# タンゴ (アルベニス)
『タンゴ ニ長調』は、イサーク・アルベニスが作曲した全6曲からなる組曲『エスパーニャ』作品165のうちの第2曲。組曲の中でも特に有名な作品で「アルベニスのタンゴ」の名前でも親しまれ、作曲者の代表曲となっている。
ドビュッシーに絶賛されたピアノ名手の作者中期の傑作の一つで、ニ長調の暖かい響きが人気を集め、ヴァイオリン編曲などで日本国内の商業放送でも親しまれている。

## 構成
Andantino
4分の2拍子。冒頭からタンゴの緩やかなリズムが歌われる。3度と6度の主和音と効果的な装飾音が全曲に流れている。

## その他
日本の音楽ユニットであるALI PROJECT（発表当初は「蟻プロジェクト」名義）の楽曲『マリーゴールド・ガーデン』はこの曲をアレンジしたものである。